# Sh (digramme)
Cette page contient des caractères spéciaux ou non latins. S’ils s’affichent mal (▯, ?, etc.), consultez la page d’aide Unicode.
Pour les articles homonymes, voir SH.
Sh (minuscule sh) est un digramme de l'alphabet latin composé d'un S et d'un H.

## Linguistique
Le digramme Sh est utilisé en anglais pour noter la consonne fricative post-alvéolaire sourde (représentée par /ʃ/ dans l'alphabet phonétique international).
En albanais, le digramme représente également la consonne fricative post-alvéolaire sourde /ʃ/. Il est considéré comme une lettre à part entière, placée en 27e position dans l'alphabet albanais, entre le S et le T.

## Représentation informatique
À la différence d'autres digrammes, il n'existe aucun encodage du Sh sous la forme d'un seul signe. Il est toujours réalisé en accolant les lettres S et H.